# Hans Walter Schmidt
Hans Walter Schmidt (* 19. April 1912 in Breslau; † 2. Juli 1934, in der SS-Kaserne Berlin-Lichterfelde) war ein deutscher SA-Führer und eines der Opfer der Röhm-Affäre.

## Leben
Schmidt war ein Sohn des Kaufmanns Fritz Rudolf Schmidt (* 10. November 1878 in Prissinig, Kreis Liegnitz) und seiner Ehefrau Elisabeth Agnes Hedwig, geb. Rommerskirch (* 21. August 1888 in Breslau). Er hatte einen jüngeren Bruder Rudolf Fritz Karl Schmidt (* 17. Januar 1915 in Breslau; † 29. August 1941 in Lowin, Russland), der als Obergefreiter im Zweiten Weltkrieg getötet wurde. Am 18. Juni 1917 heiratete Schmidts Mutter in zweiter Ehe Kurt Gustav Karl Schmidt (* 30. November 1873).

### Adjutant von Edmund Heines
Schmidt trat als junger Mann am 1. Dezember 1932 in die NSDAP ein (Mitgliedsnummer 1.269.815). Zwischen 1932 und 1934 wurde er als Protegé des Breslauer SA-Gruppenführers Edmund Heines binnen kurzer Zeit vom Hitler-Jungen bis zum SA-Standartenführer und persönlichen Adjutanten Heines’ befördert, zu dem er auch homosexuelle Liebesbeziehungen unterhalten haben soll. Hintergrund dieser Beziehungen sollen allerdings hauptsächlich persönlicher Ehrgeiz und finanzielle Interessen gewesen sein: Konkret habe er in der Verbindung zu Heines eine Möglichkeit gesehen, seine Geldprobleme zu lösen und sein persönliches Weiterkommen voranzutreiben.
In Breslau wurde Schmidt bald nach der Ernennung Heines’ zum Polizeipräsidenten im Frühjahr 1933 durch seine Rolle bei den wüsten Orgien und Saufgelagen des Polizeichefs und durch gemeinsame gewaltsame Ausschreitungen berüchtigt. Heines’ Zuneigung soll dabei derart ausgeprägt gewesen sein, dass er ihm selbst schwerste Verbrechen durchgehen ließ, ohne einzugreifen: Einmal soll Schmidt sogar einen Saufkumpanen in betrunkenem Zustand mit einem Schwert erschlagen haben, ohne dass Heines einen Anlass zum Eingreifen gesehen hätte, sondern als Polizeichef dem zuständigen Staatsanwalt ausdrücklich untersagt habe, gegen Schmidt vorzugehen. Der jüdische Historiker und gebürtige Breslauer Willy Cohn berichtet in ähnlicher Weise, Schmidt habe im Fürstenkeller in Bad Kudowa einmal einen Mann „so gestochen, dass ihm die Milz herausgenommen werden musste und er wohl nicht mehr hochkommen wird“. Der Offizier und spätere Angehörige des Widerstandes gegen den Nationalsozialismus Rudolf-Christoph Freiherr von Gersdorff, der die schlesischen Zustände dieser Zeit aus nächster Nähe beobachten konnte, verglich das Benehmen von Heines und seinem Adjutanten später aus der Rückschau mit dem Gebaren von „asiatische[n] Usurpatoren“ und berichtet, wie er und sein Freund Pückler Schmidt einmal in einer Breslauer Kneipe von seiner Leibwache getrennt und „fürchterlich verprügelt“ hätten.
Schmidt, ein blonder junger Mann, galt nicht nur als persönlicher Favorit von Heines, sondern auch als dessen Liebhaber und „Lustknabe“, weswegen er nach dem Machtantritt Heines’ in Schlesien binnen kurzer Zeit im ganzen Deutschen Reich unter dem Spottnamen „Fräulein Schmidt“ und „Frau Heines“ bekannt wurde. Ein anonymer SA-Mann schrieb über die Rolle Schmidts in Breslau, dieser sei „ein kleiner, niedlicher Knabe, der alles kann, der alles vermittelt, der jede Beförderung, jede Belobigung, jede Strafe erwirken kann, dem der Gruppenführer keine Bitte abschlagen kann“. Konrad Heiden behauptete ferner in seiner 1936 erschienenen Hitler-Biografie, Schmidt habe nicht nur als Liebhaber, sondern auch als „Kuppler“ von Heines fungiert, dem er Breslauer Gymnasiasten zugeführt habe, die er und Heines dann gezwungen hätten, ihnen „zu willen zu sein“.
Heinrich Himmler begann spätestens im Sommer 1933 Informationen über die Ausschreitungen von Heines und Schmidt zu sammeln.
Trotz des schlechten Rufes seines Adjutanten setzte Heines 1933 dessen Beförderung zum Obersturmbannführer durch.
Durch den Führerbefehl Nr. 18 vom 1. Oktober 1933 wurde Schmidt mit Wirkung zum 15. September 1933 zum Adjutanten der SA-Obergruppe III ernannt. Gleichzeitig wurde er von seiner bisherigen Dienststellung als Adjutant der Gruppe Schlesien enthoben.

### Verhaftung und Tod
Schmidt wurde im Sommer 1934 im Zuge der als Röhm-Affäre bekannt gewordenen politischen Säuberungsaktion der NS-Regierung erschossen.
In der Literatur findet sich vielfach die Behauptung, Schmidt sei jener Mann gewesen, der am Morgen des 30. Juni 1934 bei Heines’ Verhaftung in der Pension Hanselbauer in Bad Wiessee mit diesem im Bett angetroffen worden sei. Da Heines’ Begleiter in Wiessee später als Erich Schiewek identifiziert wurde, ist die Angabe, dass Schmidt Heines nach Wiessee begleitete, nachweislich unzutreffend. Dafür, dass Schmidt nicht bereits unmittelbar nach Anlaufen der Verhaftungen am Morgen des 30. Juni ergriffen wurde, sondern erst relativ spät gestellt wurde, spricht auch der Umstand, dass am Morgen des 2. Juli 1934 eine längere Fahndungsanzeige der Staatspolizei mit der Überschrift „Obersturmbannführer Schmidt ist festzunehmen“ in den Breslauer Neuesten Nachrichten veröffentlicht wurde. Er muss demnach zum Zeitpunkt der Redigierung dieser Zeitungsausgabe noch auf freiem Fuß gewesen sein oder erst derart spät ergriffen worden sein, dass die Polizei ihre bereits zur Veröffentlichung am 2. Juli eingereichte Fahndungsanzeige nicht mehr zurückziehen konnte.
Verbürgt ist, dass Schmidt spätestens am 1. Juli 1934 ergriffen wurde, nach Berlin verbracht und dann in der Nacht zum 2. Juli 1934 in der SS-Kaserne Lichterfelde von Angehörigen der Leibstandarte Adolf Hitler ermordet wurde. Seine Exekution in Lichterfelde wurde auf Mitteilung der Geheimen Staatspolizei am 19. Dezember 1934 beim Standesamt Lichterfelde unter der Sterberegisternummer 1934/782 mit Sterbezeitpunkt 0.15 Uhr am Vormittag des 2. Juli 1934 registriert.
Da die genauen Umstände von Schmidts Ergreifung und Tötung nicht öffentlich bekannt gegeben wurden, kursierten in der ausländischen Presse allerlei, z. T. widersprüchliche, Angaben darüber: Das in Frankreich erschienene Weißbuch über die Erschießungen vom 30. Juni 1934 – eine Publikation aus deutschen Exilantenkreisen – gab an, Schmidt habe sich „während der Aktion in Wiessee auf einer Reise“ befunden, habe dort „Kenntnis von den Vorgängen“ erhalten und versucht, über die Grenze zu fliehen, wobei er „erkannt, verhaftet und erschossen“ worden sei. Auch die Deutschlandberichte der Auslands-SPD vermerkten im Sommer 1934: „Der Adjutant von Heines, ein schon 22jähriger Held mit Namen Schmidt ist mit Auto und Mk. 5000,– flüchtig. Er soll auf Anordnung festgenommen werden.“ Über das Schicksal Schmidts scheint auch später noch eine gewisse Verwirrung geherrscht zu haben. Ein zeitgenössischer Bericht hielt darüber fest: „Es herrscht Unklarheit, ob der frühere Adjutant von Heines, Standartenführer Schmidt erschossen ist oder nicht. In sudetendeutschen Kreisen des Riesengebirges hatte man die Absicht eine in Spindlermühl wohnende Persönlichkeit, die man für den Standartenführer hielt, zu beseitigen.“
Hitler ging in seiner Reichstagsrede vom 13. Juli, in der er die Verhaftungen und Erschießungen des 30. Juni und der Folgetage rechtfertigte, auch auf die Person Schmidts ein:
„Die im Monat Mai vorgenommenen Durchprüfungen der Beförderungen in einigen bestimmten SA-Gebieten führten zu der schrecklichen Erkenntnis, daß Menschen ohne Rücksicht auf nationalsozialistische und SA-Verdienste in SA-Stellungen befördert worden waren, nur weil sie zum Kreise dieser besonders Veranlagten gehörten. Einzelne, Ihnen wohlbekannte Vorgänge, so z. B. der des Standartenführers [recte: Obersturmbannführer] Schmidt in Breslau, enthüllten ein Bild von Zuständen, die als unerträglich angesehen werden mußten. Mein Befehl, dagegen einzuschreiten, wurde theoretisch befolgt, tatsächlich aber sabotiert.“
Durch den Führerbefehl Nr. 26 vom 31. Oktober 1934 wurde Schmidt postum unter Enthebung von seiner bisherigen Dienststellung und unter Aberkennung seines Dienstgrades aus der SA ausgestoßen.

## Beförderungen
- 15. Juli 1933: Obersturmbannführer

## Archivarische Überlieferung
Ein Großteil der Personalpapiere Schmidts wurden nach seiner Exekution, wie die Personalunterlagen der meisten anderen exekutierten höheren SA-Führer, auf Befehl der NS-Regierung vernichtet. Erhalten haben sich einige Splitter, die heute im Bundesarchiv verwahrt werden (BDC: PK-Akte Schmidt, verwahrt als Film PK Q 22, Bilder 1491ff.).